# Jan Dufresse
Jan Dufresse, fr. Jean Gabriel Taurin Dufresse (chiń. 徐德新; pinyin Xú Déxīn; ur. 8 grudnia 1750 w Lezoux, zm. 14 września 1815 w Chengdu) – misjonarz, biskup, męczennik, święty Kościoła katolickiego.

## Życiorys
Jan Dufresse urodził się w bardzo pobożnej rodzinie. Wstąpił do Francuskiego Stowarzyszenia Misji Zagranicznych (Missions Étrangères de Paris). W 1776 r. przybył do Makau, a w następnym roku potajemnie udał się na misje do Chin. Rozpoczął tam pracę misyjną w zachodniej części prowincji Syczuan.
Podczas prześladowań chrześcijan sam oddał się w ręce władz i został aresztowany 24 lutego 1785 r., a następnie wysłany do więzienia w Pekinie. Jednak niespodziewanie cesarz Qianlong rozkazał uwolnić i wydalić z Chin 4 zagranicznych misjonarzy, wśród których był i Jan Dufresse. Przed Bożym Narodzeniem 1786 r. znalazł się w Makau. Po trzech latach powrócił do prowincji Syczuan 14 stycznia 1789 r. pod nazwiskiem Xu Dexin (徐德新). Przez następne 8 lat pracował we wschodniej i północnej części prowincji. W 1800 r. został mianowany biskupem pomocniczym Chengdu, a w 1801 r. administratorem apostolskiej pracy w prowincjach Syczuan, Junnan i Kuejczou. Założył seminarium duchowne w kraju Yipian. Wysyłał również seminarzystów do Makau w celu pogłębienia studiów.
Po rozpoczęciu kolejnych prześladowań chrześcijan biskup Dufresse został aresztowany 18 maja 1815 r. i przewieziony do Chengdu. Został skazany na śmierć, a następnie stracony 14 września 1815 r. Jego obcięta głowa przez 3 dni wisiała nad bramą miasta.

## Proces beatyfikacyjny i kanonizacyjny
Został beatyfikowany 27 maja 1900 r. przez Leona XIII. Kanonizowany w grupie 120 męczenników chińskich 1 października 2000 r. przez Jana Pawła II.

## Dzień obchodów
Wspomnienie liturgiczne św. Jana obchodzone jest 9 lipca w grupie 120 męczenników chińskich oraz 14 września.